# Мукашев, Урынгалей Рахимович
Урынгалей Рахимович Мукашев (1 января 1960 — 23 февраля 1980)— рядовой Вооружённых Сил СССР, участник войны в Афганистане, погиб при исполнении служебных обязанностей, кавалер ордена Красной Звезды (посмертно).

## Биография
Родился 1 января 1960 года в городе Соль-Илецке Оренбургской области в многодетной семье — помимо него, родители воспитывали ещё трёх братьев и пятерых сестёр.
В 1977 году окончил Соль-Илецкую среднюю школу № 2, после чего поступил в среднее профессионально-техническое училище № 57. Освоив специальность водителя, работал в шахтоуправлении.
В ноябре 1978 года призван на службу в Вооружённые Силы СССР. Первоначально служил в областном центре — Оренбурге — затем был переведён в Ашхабад. Проявил себя как дисциплинированный и исполнительный боец. К декабрю 1978 года занимал должность оператора в одном из подразделений 2-й зенитной ракетной бригады, которая в числе первых советских соединений была введена в Демократическую Республику Афганистан.
В составе ограниченного контингента советских войск Мукашев принимал участие в боевых действиях. В ночь с 23 на 24 февраля 1980 года в составе своего подразделения рядовой Урынгалей Мукашев проходил тоннель через перевал Саланг. В разгар движения в тоннеле произошло дорожно-транспортное происшествие, из-за чего скопилось значительное количество техники со включёнными двигателями. Отсутствие вентиляции привело к отравлению нескольких десятков советских военнослужащих, 19 из которых скончались. Среди них был и рядовой Урынгалей Рахимович Мукашев.
Похоронен на мусульманском кладбище в городе Соль-Илецке Оренбургской области.
Указом Президиума Верховного Совета СССР рядовой Урынгалей Рахимович Мукашев посмертно был удостоен ордена Красной Звезды. Кроме того, он был награждён медалью «За боевые заслуги».

## Память
- В честь Мукашева названа одна из улиц города Соль-Илецка[2].
- На здании школы, где учился Мукашев, в память о нём установлена мемориальная доска[2].